# Vex
Vex és un municipi del cantó suís del Valais, cap del districte d'Hérens. El poble està molt proper a la ciutat de Sion